# Send My Heart
Send My Heart is een nummer van de Noord-Ierse band The Adventures uit 1985. Het is de tweede single van hun debuutalbum Theodore and Friends.
"Send My Heart" is een popnummer dat gaat over een onzekere relatie. Het nummer was in thuisland het Verenigd Koninkrijk niet heel succesvol met een 62e positie. Succesvoller was de plaat in Duitsland en Italië, waar het een top 50-hit werd. In Nederland was het succes ook vrij beperkt; het bereikte de 14e positie in de Tipparade.